# モンテスクード
モンテスクード（イタリア語: Montescudo）は、イタリア共和国エミリア＝ロマーニャ州リミニ県モンテスクード＝モンテ・コロンボ (it:Montescudo-Monte Colombo) に属する分離集落（フラツィオーネ）。
かつては、周辺の集落を含む独立した自治体（コムーネ）であったが、2016年にモンテ・コロンボと合併し、新自治体の一部となった。

## 地理

リミニ県における旧コムーネの領域

### 位置・広がり
リミニ県南東部の集落。サンマリノ市から東へ9km、県都リミニから南へ16km、ウルビーノから北北西へ23km、ペーザロからへ西へ29kmの距離にある。
コムーネは19.93km2 の面積があり、Albereto, Santa Maria del Piano, Trariviなどの分離集落を含んでいた。最低地点は60m、最高地点は474mであった。2015年1月時点のコムーネ人口は3326人。

#### 隣接コムーネ
隣接していたコムーネは以下の通り。
| - コリアーノ - ファエターノ (RSM) - ジェンマーノ - モンテ・コロンボ - サッソフェルトリオ (PU) |